# Charlot
Charlot (expresión de origen francés que pasó al español; en inglés no se usa sino el original The Tramp, «el Vagabundo») es uno de los más memorables personajes de Charles Chaplin, y un icono mundial de la era del cine mudo.
Charlot es representado por Chaplin como un personaje torpe e ingenuo, pero de buen corazón, generalmente un vagabundo que se esfuerza por comportarse con los modales y dignidad de un caballero, pese a su verdadera posición social. Sin embargo, aunque está dispuesto a tomar cualquier trabajo disponible, no deja de usar su astucia para obtener lo que necesita para sobrevivir y escapar de las autoridades que no soportan sus travesuras. Charlot es el personaje característico de la etapa del cine mudo de Chaplin y llegó a hacer apariciones memorables en cortometrajes y en largometrajes tales como The Kid (1921), La quimera del oro (1925), Luces de la ciudad (1931) y Tiempos modernos (1936). Chaplin decidió retirarlo con su primer filme hablado, El gran dictador (1940), y no obstante volvió a proyectar sus características esenciales en la figura de un barbero judío, el cual presenta grandes similitudes con el clásico personaje, víctima esta vez del máximo autoritarismo de la época: el fascismo. No volverá a aparecer en la producción posterior de Chaplin.
En respuesta a la convocatoria radial del Abate Pierre del 1 de febrero de 1954, en la que conmovió a los oyentes para colaborar a fin de que la gente no muriera por congelamiento en las calles de París —discurso que proclamó la llamada «insurrección de la bondad»—, Charles Chaplin donó dos millones de francos. Según dijo el día 14 de octubre de ese año, con ellos saldaba la «deuda de Charlot con su público».